# Windows-1250
Windows-1250, někdy také CP-1250, je znaková sada používaná operačním systémem Microsoft Windows pro reprezentaci textů ve středoevropských jazycích používajících latinku –
např. pro albánštinu, chorvatštinu, češtinu, polštinu, rumunštinu, slovenštinu a maďarštinu. Tuto stránku je rovněž možné použít pro kódování německých textů; při tomto kódování budou německé texty identické jako při použití sady Windows-1252.

## Podobnost se sadou ISO 8859-2
Sada windows-1250 obsahuje všechny tisknutelné znaky sady ISO 8859-2 , avšak několik znaků má odlišné kódy. To je rozdíl proti Windows-1252, kde jsou všechny tisknutelné znaky na stejném místě jako v ISO 8859-1.
Dle http://www.cestina.cz/whyISO.html mohlo k proházení znaků dojít záměrně, kvůli konkurenčnímu boji. 

## Srovnání s ISO 8859-2
| Hex  | Dec | CP-1250 | ISO 8859-2 | Hex  | Dec | CP-1250 | ISO 8859-2 | Hex  | Dec | CP-1250 | ISO 8859-2 | Hex  | Dec | CP-1250 | ISO 8859-2 |
| ---- | --- | ------- | ---------- | ---- | --- | ------- | ---------- | ---- | --- | ------- | ---------- | ---- | --- | ------- | ---------- |
| 0x80 | 128 | €       | ŘZ         | 0xA0 | 160 |         |            | 0xC0 | 192 | Ŕ       | Ŕ          | 0xE0 | 224 | ŕ       | ŕ          |
| 0x81 | 129 | NZ      | ŘZ         | 0xA1 | 161 | ˇ       | Ą          | 0xC1 | 193 | Á       | Á          | 0xE1 | 225 | á       | á          |
| 0x82 | 130 | ‚       | ŘZ         | 0xA2 | 162 | ˘       | ˘          | 0xC2 | 194 | Â       | Â          | 0xE2 | 226 | â       | â          |
| 0x83 | 131 | NZ      | ŘZ         | 0xA3 | 163 | Ł       | Ł          | 0xC3 | 195 | Ă       | Ă          | 0xE3 | 227 | ă       | ă          |
| 0x84 | 132 | „       | ŘZ         | 0xA4 | 164 | ¤       | ¤          | 0xC4 | 196 | Ä       | Ä          | 0xE4 | 228 | ä       | ä          |
| 0x85 | 133 | …       | ŘZ         | 0xA5 | 165 | Ą       | Ľ          | 0xC5 | 197 | Ĺ       | Ĺ          | 0xE5 | 229 | ĺ       | ĺ          |
| 0x86 | 134 | †       | ŘZ         | 0xA6 | 166 | ¦       | Ś          | 0xC6 | 198 | Ć       | Ć          | 0xE6 | 230 | ć       | ć          |
| 0x87 | 135 | ‡       | ŘZ         | 0xA7 | 167 | §       | §          | 0xC7 | 199 | Ç       | Ç          | 0xE7 | 231 | ç       | ç          |
| 0x88 | 136 | NZ      | ŘZ         | 0xA8 | 168 | ¨       | ¨          | 0xC8 | 200 | Č       | Č          | 0xE8 | 232 | č       | č          |
| 0x89 | 137 | ‰       | ŘZ         | 0xA9 | 169 | ©       | Š          | 0xC9 | 201 | É       | É          | 0xE9 | 233 | é       | é          |
| 0x8A | 138 | Š       | ŘZ         | 0xAA | 170 | Ş       | Ş          | 0xCA | 202 | Ę       | Ę          | 0xEA | 234 | ę       | ę          |
| 0x8B | 139 | ‹       | ŘZ         | 0xAB | 171 | «       | Ť          | 0xCB | 203 | Ë       | Ë          | 0xEB | 235 | ë       | ë          |
| 0x8C | 140 | Ś       | ŘZ         | 0xAC | 172 | ¬       | Ź          | 0xCC | 204 | Ě       | Ě          | 0xEC | 236 | ě       | ě          |
| 0x8D | 141 | Ť       | ŘZ         | 0xAD | 173 |         |            | 0xCD | 205 | Í       | Í          | 0xED | 237 | í       | í          |
| 0x8E | 142 | Ž       | ŘZ         | 0xAE | 174 | ®       | Ž          | 0xCE | 206 | Î       | Î          | 0xEE | 238 | î       | î          |
| 0x8F | 143 | Ź       | ŘZ         | 0xAF | 175 | Ż       | Ż          | 0xCF | 207 | Ď       | Ď          | 0xEF | 239 | ď       | ď          |
| 0x90 | 144 | NZ      | ŘZ         | 0xB0 | 176 | °       | °          | 0xD0 | 208 | Đ       | Đ          | 0xF0 | 240 | đ       | đ          |
| 0x91 | 145 | ‘       | ŘZ         | 0xB1 | 177 | ±       | ą          | 0xD1 | 209 | Ń       | Ń          | 0xF1 | 241 | ń       | ń          |
| 0x92 | 146 | ’       | ŘZ         | 0xB2 | 178 | ˛       | ˛          | 0xD2 | 210 | Ň       | Ň          | 0xF2 | 242 | ň       | ň          |
| 0x93 | 147 | “       | ŘZ         | 0xB3 | 179 | ł       | ł          | 0xD3 | 211 | Ó       | Ó          | 0xF3 | 243 | ó       | ó          |
| 0x94 | 148 | ”       | ŘZ         | 0xB4 | 180 | ´       | ´          | 0xD4 | 212 | Ô       | Ô          | 0xF4 | 244 | ô       | ô          |
| 0x95 | 149 | •       | ŘZ         | 0xB5 | 181 | µ       | ľ          | 0xD5 | 213 | Ő       | Ő          | 0xF5 | 245 | ő       | ő          |
| 0x96 | 150 | –       | ŘZ         | 0xB6 | 182 | ¶       | ś          | 0xD6 | 214 | Ö       | Ö          | 0xF6 | 246 | ö       | ö          |
| 0x97 | 151 | —       | ŘZ         | 0xB7 | 183 | ·       | ˇ          | 0xD7 | 215 | ×       | ×          | 0xF7 | 247 | ÷       | ÷          |
| 0x98 | 152 | NZ      | ŘZ         | 0xB8 | 184 | ¸       | ¸          | 0xD8 | 216 | Ř       | Ř          | 0xF8 | 248 | ř       | ř          |
| 0x99 | 153 | ™       | ŘZ         | 0xB9 | 185 | ą       | š          | 0xD9 | 217 | Ů       | Ů          | 0xF9 | 249 | ů       | ů          |
| 0x9A | 154 | š       | ŘZ         | 0xBA | 186 | ş       | ş          | 0xDA | 218 | Ú       | Ú          | 0xFA | 250 | ú       | ú          |
| 0x9B | 155 | ›       | ŘZ         | 0xBB | 187 | »       | ť          | 0xDB | 219 | Ű       | Ű          | 0xFB | 251 | ű       | ű          |
| 0x9C | 156 | ś       | ŘZ         | 0xBC | 188 | Ľ       | ź          | 0xDC | 220 | Ü       | Ü          | 0xFC | 252 | ü       | ü          |
| 0x9D | 157 | ť       | ŘZ         | 0xBD | 189 | ˝       | ˝          | 0xDD | 221 | Ý       | Ý          | 0xFD | 253 | ý       | ý          |
| 0x9E | 158 | ž       | ŘZ         | 0xBE | 190 | ľ       | ž          | 0xDE | 222 | Ţ       | Ţ          | 0xFE | 254 | ţ       | ţ          |
| 0x9F | 159 | ź       | ŘZ         | 0xBF | 191 | ż       | ż          | 0xDF | 223 | ß       | ß          | 0xFF | 255 | ˙       | ˙          |

Kde „NZ” označuje znak nedefinovaný v tomto kódování, „ŘZ” označuje řídicí znak, a „Znak” označuje znak společný pro obě kódování.

## Kódová tabulka
Následující tabulka obsahuje znaky Windows-1250 a jejich šestnáctkové kódy.
|    | x0           | x1           | x2           | x3           | x4           | x5           | x6           | x7           | x8           | x9           | xA           | xB           | xC           | xD           | xE           | xF           |
| -- | ------------ | ------------ | ------------ | ------------ | ------------ | ------------ | ------------ | ------------ | ------------ | ------------ | ------------ | ------------ | ------------ | ------------ | ------------ | ------------ |
| 0x | Řídicí znaky | Řídicí znaky | Řídicí znaky | Řídicí znaky | Řídicí znaky | Řídicí znaky | Řídicí znaky | Řídicí znaky | Řídicí znaky | Řídicí znaky | Řídicí znaky | Řídicí znaky | Řídicí znaky | Řídicí znaky | Řídicí znaky | Řídicí znaky |
| 1x | Řídicí znaky | Řídicí znaky | Řídicí znaky | Řídicí znaky | Řídicí znaky | Řídicí znaky | Řídicí znaky | Řídicí znaky | Řídicí znaky | Řídicí znaky | Řídicí znaky | Řídicí znaky | Řídicí znaky | Řídicí znaky | Řídicí znaky | Řídicí znaky |
| 2x | SP           | !            | "            | #            | $            | %            | &            | '            | (            | )            | *            | +            | ,            | -            | .            | /            |
| 3x | 0            | 1            | 2            | 3            | 4            | 5            | 6            | 7            | 8            | 9            | :            | ;            | <            | =            | >            | ?            |
| 4x | @            | A            | B            | C            | D            | E            | F            | G            | H            | I            | J            | K            | L            | M            | N            | O            |
| 5x | P            | Q            | R            | S            | T            | U            | V            | W            | X            | Y            | Z            | [            | \            | ]            | ^            | _            |
| 6x | `            | a            | b            | c            | d            | e            | f            | g            | h            | i            | j            | k            | l            | m            | n            | o            |
| 7x | p            | q            | r            | s            | t            | u            | v            | w            | x            | y            | z            | {            | \|           | }            | ~            | ZK           |
| 8x | €            | NZ           | ‚            | NZ           | „            | …            | †            | ‡            | NZ           | ‰            | Š            | ‹            | Ś            | Ť            | Ž            | Ź            |
| 9x | NZ           | ‘            | ’            | “            | ”            | •            | –            | —            | NZ           | ™            | š            | ›            | ś            | ť            | ž            | ź            |
| Ax | NBSP         | ˇ            | ˘            | Ł            | ¤            | Ą            | ¦            | §            | ¨            | ©            | Ş            | «            | ¬            | SHY          | ®            | Ż            |
| Bx | °            | ±            | ˛            | ł            | ´            | µ            | ¶            | ·            | ¸            | ą            | ş            | »            | Ľ            | ˝            | ľ            | ż            |
| Cx | Ŕ            | Á            | Â            | Ă            | Ä            | Ĺ            | Ć            | Ç            | Č            | É            | Ę            | Ë            | Ě            | Í            | Î            | Ď            |
| Dx | Đ            | Ń            | Ň            | Ó            | Ô            | Ő            | Ö            | ×            | Ř            | Ů            | Ú            | Ű            | Ü            | Ý            | Ţ            | ß            |
| Ex | ŕ            | á            | â            | ă            | ä            | ĺ            | ć            | ç            | č            | é            | ę            | ë            | ě            | í            | î            | ď            |
| Fx | đ            | ń            | ň            | ó            | ô            | ő            | ö            | ÷            | ř            | ů            | ú            | ű            | ü            | ý            | ţ            | ˙            |

Ve výše uvedené tabulce je znak s kódem 0x20 obyčejná mezera, 0xA0 je nezlomitelná mezera, znak 0xAD jest měkký rozdělovník.

## Mapování do Unikódu
Následující tabulka obsahuje převod z Windows-1250 do Unicode.
| Hex  | Znak | Unicode | Hex  | Znak | Unicode | Hex  | Znak | Unicode | Hex  | Znak | Unicode |
| ---- | ---- | ------- | ---- | ---- | ------- | ---- | ---- | ------- | ---- | ---- | ------- |
| 0x80 | €    | U+20AC  | 0xA0 | NBSP | U+00A0  | 0xC0 | Ŕ    | U+0154  | 0xE0 | ŕ    | U+0155  |
| 0x81 | NZ   | NZ      | 0xA1 | ˇ    | U+02C7  | 0xC1 | Á    | U+00C1  | 0xE1 | á    | U+00E1  |
| 0x82 | ‚    | U+201A  | 0xA2 | ˘    | U+02D8  | 0xC2 | Â    | U+00C2  | 0xE2 | â    | U+00E2  |
| 0x83 | NZ   | NZ      | 0xA3 | Ł    | U+0141  | 0xC3 | Ă    | U+0102  | 0xE3 | ă    | U+0103  |
| 0x84 | „    | U+201E  | 0xA4 | ¤    | U+00A4  | 0xC4 | Ä    | U+00C4  | 0xE4 | ä    | U+00E4  |
| 0x85 | …    | U+2026  | 0xA5 | Ą    | U+0104  | 0xC5 | Ĺ    | U+0139  | 0xE5 | ĺ    | U+013A  |
| 0x86 | †    | U+2020  | 0xA6 | ¦    | U+00A6  | 0xC6 | Ć    | U+0106  | 0xE6 | ć    | U+0107  |
| 0x87 | ‡    | U+2021  | 0xA7 | §    | U+00A7  | 0xC7 | Ç    | U+00C7  | 0xE7 | ç    | U+00E7  |
| 0x88 | NZ   | NZ      | 0xA8 | ¨    | U+00A8  | 0xC8 | Č    | U+010C  | 0xE8 | č    | U+010D  |
| 0x89 | ‰    | U+2030  | 0xA9 | ©    | U+00A9  | 0xC9 | É    | U+00C9  | 0xE9 | é    | U+00E9  |
| 0x8A | Š    | U+0160  | 0xAA | Ş    | U+015E  | 0xCA | Ę    | U+0118  | 0xEA | ę    | U+0119  |
| 0x8B | ‹    | U+2039  | 0xAB | «    | U+00AB  | 0xCB | Ë    | U+00CB  | 0xEB | ë    | U+00EB  |
| 0x8C | Ś    | U+015A  | 0xAC | ¬    | U+00AC  | 0xCC | Ě    | U+011A  | 0xEC | ě    | U+011B  |
| 0x8D | Ť    | U+0164  | 0xAD | SHY  | U+00AD  | 0xCD | Í    | U+00CD  | 0xED | í    | U+00ED  |
| 0x8E | Ž    | U+017D  | 0xAE | ®    | U+00AE  | 0xCE | Î    | U+00CE  | 0xEE | î    | U+00EE  |
| 0x8F | Ź    | U+0179  | 0xAF | Ż    | U+017B  | 0xCF | Ď    | U+010E  | 0xEF | ď    | U+010F  |
| 0x90 | NZ   | NZ      | 0xB0 | °    | U+00B0  | 0xD0 | Đ    | U+0110  | 0xF0 | đ    | U+0111  |
| 0x91 | ‘    | U+2018  | 0xB1 | ±    | U+00B1  | 0xD1 | Ń    | U+0143  | 0xF1 | ń    | U+0144  |
| 0x92 | ’    | U+2019  | 0xB2 | ˛    | U+02DB  | 0xD2 | Ň    | U+0147  | 0xF2 | ň    | U+0148  |
| 0x93 | “    | U+201C  | 0xB3 | ł    | U+0142  | 0xD3 | Ó    | U+00D3  | 0xF3 | ó    | U+00F3  |
| 0x94 | ”    | U+201D  | 0xB4 | ´    | U+00B4  | 0xD4 | Ô    | U+00D4  | 0xF4 | ô    | U+00F4  |
| 0x95 | •    | U+2022  | 0xB5 | µ    | U+00B5  | 0xD5 | Ő    | U+0150  | 0xF5 | ő    | U+0151  |
| 0x96 | –    | U+2013  | 0xB6 | ¶    | U+00B6  | 0xD6 | Ö    | U+00D6  | 0xF6 | ö    | U+00F6  |
| 0x97 | —    | U+2014  | 0xB7 | ·    | U+00B7  | 0xD7 | ×    | U+00D7  | 0xF7 | ÷    | U+00F7  |
| 0x98 | NZ   | NZ      | 0xB8 | ¸    | U+00B8  | 0xD8 | Ř    | U+0158  | 0xF8 | ř    | U+0159  |
| 0x99 | ™    | U+2122  | 0xB9 | ą    | U+0105  | 0xD9 | Ů    | U+016E  | 0xF9 | ů    | U+016F  |
| 0x9A | š    | U+0161  | 0xBA | ş    | U+015F  | 0xDA | Ú    | U+00DA  | 0xFA | ú    | U+00FA  |
| 0x9B | ›    | U+203A  | 0xBB | »    | U+00BB  | 0xDB | Ű    | U+0170  | 0xFB | ű    | U+0171  |
| 0x9C | ś    | U+015B  | 0xBC | Ľ    | U+013D  | 0xDC | Ü    | U+00DC  | 0xFC | ü    | U+00FC  |
| 0x9D | ť    | U+0165  | 0xBD | ˝    | U+02DD  | 0xDD | Ý    | U+00DD  | 0xFD | ý    | U+00FD  |
| 0x9E | ž    | U+017E  | 0xBE | ľ    | U+013E  | 0xDE | Ţ    | U+0162  | 0xFE | ţ    | U+0163  |
| 0x9F | ź    | U+017A  | 0xBF | ż    | U+017C  | 0xDF | ß    | U+00DF  | 0xFF | ˙    | U+02D9  |

## Kódování řídících znaků
| 0x00 | NULL                      |
| 0x01 | START OF HEADING          |
| 0x02 | START OF TEXT             |
| 0x03 | END OF TEXT               |
| 0x04 | END OF TRANSMISSION       |
| 0x05 | ENQUIRY                   |
| 0x06 | ACKNOWLEDGE               |
| 0x07 | BELL                      |
| 0x08 | BACKSPACE                 |
| 0x09 | HORIZONTAL TABULATION     |
| 0x0A | LINE FEED                 |
| 0x0B | VERTICAL TABULATION       |
| 0x0C | FORM FEED                 |
| 0x0D | CARRIAGE RETURN           |
| 0x0E | SHIFT OUT                 |
| 0x0F | SHIFT IN                  |
| 0x10 | DATA LINK ESCAPE          |
| 0x11 | DEVICE CONTROL ONE        |
| 0x12 | DEVICE CONTROL TWO        |
| 0x13 | DEVICE CONTROL THREE      |
| 0x14 | DEVICE CONTROL FOUR       |
| 0x15 | NEGATIVE ACKNOWLEDGE      |
| 0x16 | SYNCHRONOUS IDLE          |
| 0x17 | END OF TRANSMISSION BLOCK |
| 0x18 | CANCEL                    |
| 0x19 | END OF MEDIUM             |
| 0x1A | SUBSTITUTE                |
| 0x1B | ESCAPE                    |
| 0x1C | FILE SEPARATOR            |
| 0x1D | GROUP SEPARATOR           |
| 0x1E | RECORD SEPARATOR          |
| 0x1F | UNIT SEPARATOR            |